# بونساق سونسانغ
بونساق سونسانغ (بالتايلندية: พรศักดิ์ ส่องแสง)‏ مواليد 2 نوفمبر 1960 في تايلاند، هو مغني تايلندي

## ديسكوغرافيا
- 1982 - Loi Phae (ลอยแพ)
- 1986 - Toey Sao Jan Kang Koab (เต้ยสาวจันทร์กั้งโกบ)
- 1993 - Puea Pler Jer Kan (ผัวเผลอเจอกัน)
- 2001 - Rak Borisut (รักบริสุทธิ์)
- 2001 - Phoo Phae Rak (ผู้แพ้รัก)
- 2004 - Mee Miea Dek (มีเมียเด็ก)

## روابط خارجية
- بونساق سونسانغ على موقع ميوزك برينز (الإنجليزية)
- بونساق سونسانغ على موقع ديسكوغز (الإنجليزية)